# Pandipalpus viatoris
Espèce
Synonymes
- Scorpio viatoris Pocock, 1890
- Pandinus viatoris (Pocock, 1890)
- Pandinurus bartolozii Rossi, 2015
- Pandinurus flagellicauda Rossi, 2015
- Pandinurus lorenzoi Rossi, 2015
- Pandinurus pantinii Rossi, 2015

Pandipalpus viatoris est une espèce de scorpions de la famille des Scorpionidae.

## Distribution
Cette espèce se rencontre en Tanzanie, dans le Sud du Congo-Kinshasa, en Zambie, au Malawi, au Mozambique et au Zimbabwe.
Sa présence est incertaine au Kenya.

## Description
Le mâle holotype mesure 100,5 mm.

## Systématique et taxinomie
Cette espèce a été décrite sous le protonyme Scorpio viatoris par Pocock en 1890. Elle est placée dans le genre Pandinus par Kraepelin en 1899 puis dans le genre Pandipalpus par Prendini et Loria en 2020.

## Publication originale
- Pocock, 1890 : « Descriptions of two new species of Scorpions brought by Emin Pasha from the inland parts of East Africa. » Annals and Magazine of Natural History, sér. 6, vol. 6, p. 98-101 (texte intégral).